# Джо Кінг
Джозеф Аарон Кінг (англ. Joe King, нар. 25 травня 1980, Кортес, Колорадо, США) — американський співак і автор пісень. Він є вокалістом, автором пісень і гітаристом рок-групи «The Fray», яку він створив разом із однокласником і колегою-музикантом Ісааком Слейдом у 2002 році.

## Біографія
Джо Кінг народився 25 травня 1980 року в Колорадо. Він відвідував християнську академію віри в Арваді, штат Колорадо. Кінг відвідував школу, працюючи оцінювачем пошкоджень автомобілів.
Він навчився грати на фортепіано в ранньому дитинстві, але пізніше кинув це і почав грати на гітарі. Він стверджує, що це сталося тому, що «найкрутіші хлопці в моєму восьмому класі всі грали на гітарі. Я хотів підійти».

## Кар'єра

### Основний успіх
The Fray випустили «Movement EP'» у 2002 році. Кінг виконав головну роль у двох піснях на EP: «It's for You» і «Where You Want To».
Гурт випустив «Reason EP» у 2003 році, отримавши популярність у Денвері. Це спонукало Epic Records підписати контракт з гуртом у 2004 році.
Перший альбом гурту «How to Save a Life» , випущений у 2005 році, приніс гурту великий успіх. Окрім гри на гітарі, Кінг виконав головну роль у пісні «Heaven Forbid», яка була про його сестру. Він також виконав бек-вокал у композиціях «How to Save a Life», «Look After You » і «Trust Me».
Гурт випустив свій другий альбом The Fray, у 2009 році. Другий сингл з альбому, «Never Say Never», був написаний переважно Кінгом з точки зору його шлюбу. Крім гітари, на другому альбомі Кінг також співав набагато більше: він виконав головний вокал у пісні «Ungodly Hour» і в бонус-треку «Uncertainty», а також виконав бек-вокал у «Syndicate» і «Absolute».
Гурт випустив альбом Scars & Stories у 2012 році, де Кінг виконав головну роль у пісні «Rainy Zurich».

### Вокальні характеристики та написання пісень
У той час Fray очолює Слейд, Кінг є співавтором майже всіх пісень. В одному з інтерв’ю Кінг заявив, що на його тексти надихнув його досвід роботи з групою: «З успіхом у вас набагато більше драми. Для мене це були надзвичайні злети в кар’єрі та надзвичайні падіння у стосунках. Були справді очевидні про що писати».
Коментуючи тексти пісень на другому альбомі, Кінг сказав: «Багато справді великих усвідомлень про себе на цьому альбомі. Ми співаємо про реальні речі, які ми пережили. Мені не дуже комфортно про це говорити, але Мені набагато зручніше співати про це.

### Робота за межами The Fray
Кінг співав у пісні «Undertow» з альбому Timbaland Shock Value 2 . Він також був співавтором і співпродюсером пісні «Alright With Me», яка увійшла до дебютного альбому переможця American Idol Кріса Аллена. Коментуючи свою роботу з Алленом, Кінг сказав, що в студії панувала «гарна атмосфера».
У квітні 2013 року Кінг випустив міні-альбом із шести пісень Breaking під назвою «King». Його сингл "Need a Woman by Friday" включає «Trombone Shorty».
У вересні 2017 року Кінг випустив п'ять пісень у проекті під назвою «Union Moon». 

## Особисте життя
Вперше Кінг одружився, коли йому було 19 років. Він і його перша дружина Джулі мали двох спільних доньок, Еліз Медісон Кінг і Аву Джулі Кінг.
Кінг почав зустрічатися з акторкою Кендіс Аккола після того, як вони зустрілися на турнірі Super Bowl у лютому 2012 року. Вони заручилися в травні 2013 року і одружилися 18 жовтня 2014 року в Новому Орлеані, Луїзіана. У серпні 2015 року вони оголосили, що чекають на народження першої дитини. У них народилася донька Флоренс Мей, яка народилася 15 січня 2016 року. У серпні 2020 року вони оголосили, що чекають на другу спільну дитину. 1 грудня 2020 року Кендіс народила другу доньку Джозефіну Джун. У травні 2022 року було оголошено, що Аккола та Кінг розлучилися.